# جورج ليتش
جورج ليتش (18 يوليو 1881 - 10 يناير 1945) (بالإنجليزية: George Leach)‏ هو لاعب كريكت بريطاني (وحمل سابقاً جنسية المملكة المتحدة لبريطانيا العظمى وأيرلندا).